# Mikel Gaztañaga
Mikel Gaztañaga Etxeberria (* 30. Dezember 1979 in Itsasondo) ist ein ehemaliger spanischer Radrennfahrer.

## Werdegang
Mikel Gaztañaga begann seine Karriere 1999 bei dem spanischen Radsportteam Kelme-Costa Blanca. Schon nach einem Jahr wechselte er nach Portugal zu Maia-MSS.
Ab 2003 fuhr er für Cafes Baque, wo er seine ersten Erfolge bei kleineren Rennen sammelte. Nach einem Jahr bei Catalunya-Angel Mir, wechselte er 2006 zu Atom. Hier feierte er seine bisher größten Erfolge. Er gewann die beiden Eintagesrennen Tour de Vendée (Coupe de France 2006) und Circuito del Getxo.
Mittlerweile ist er Sportlicher Leiter bei dem spanischen Team Caja Rural.

## Erfolge
2005
- Spanischer Meister – Mannschaftsverfolgung (Bahn)

2006
- drei Etappen Vuelta a Madrid
- Tour de Vendée
- Circuito de Getxo

2007
- Tour de Vendée
- eine Etappe GP Paredes Rota dos Moveis

2008
- Classic Loire Atlantique

## Teams
- 1999: Kelme-Costa Blanca
- 2000: Maia-MSS
- 2001: Milaneza-MSS
- 2002: Caja Rural
- 2003: Cafes Baque
- 2004: Cafes Baque
- 2005: Catalunya-Angel Mir
- 2006: Atom
- 2007: Agritubel
- 2008: Agritubel
- 2009: Contentpolis-AMPO